# Аюханов, Булат Газизович
Була́т Гази́зович Аюха́нов (13 сентября 1938, Семипалатинск — 13 декабря 2022, Алма-Ата) — казахский советский артист балета, балетмейстер и педагог. Солист Театра оперы и балета Казахской ССР (с 1957), руководитель Алма-Атинского хореографического училища (с 1964), основатель и бессменный руководитель «Молодого балета Алма-Аты» (1967-2022 гг) , с 2003 года — Государственный академический театр танца Республики Казахстан). Считался «живой легендой» казахстанского балета.

## Биография
Аюханов Булат Газизович родился 13 сентября 1938 года в городе Семипалатинск (КазССР). Отец – Куватов Газиз был видным комсомольским и партийным деятелем. Мать Аюханова Рахиля после войны переехала в Алма-Ату с тремя детьми, Булат был третьим ребёнком в семье. Здесь в 1955 году Булат окончил Алма-Атинское хореографическое училище, после чего в 1955—1957 годах проходил стажировку в Ленинградском хореографическом училище, где среди прочих учеников общался с Рудольфом Нуреевым — их обоих объединяла фанатическая влюбленность в классический танец. После окончания обучения вернулся в Алма-Аты.
В 1957-1959 годах Булат Аюханов работает в Академическом театре оперы и балета имени Абая в Алма-Ате. Желание творить самому привело его на конкурсное поступление в Московский Государственный институт театрального искусства имени А.В.Луначарского на балетмейстерское отделение, и с 1959 по 1964 года он обучался в мастерской Народного артиста Казахской ССР и Народного артиста Советского Союза Ростислава Владимировича Захарова, который закончил с отличием.
В 1964 году Министерство культуры Казахской ССР предложило  Булату Аюханову возглавить Алма-Атинское хореографическое училище в качестве художественного руководителя в возрасте 26 лет.  Булат Аюханов возглавляет Алма-Атинское хореографическое училище, одновременно готовя класс солистов для будущего ансамбля «Молодой балет Алма-Аты».  В этом же году совместно с ведущей балериной театра оперы и балета И.Манской выступает в организованном ими «Театре двух актёров», в котором родились хореографические сцены, миниатюры на музыку русских, советских и западных композиторов. Этот «Театр двух актёров» выработал творческие принципы камерного балетного театра, основы которого легли в рождённый в августе 1967 года ансамбль «Молодой балет Алма-Аты». Большая часть программ «Театра двух актёров» вошла в репертуар молодого коллектива. С 1967 года Булат Аюханов возглавил созданный им коллектив.
Он позиционировал «Молодой балет Алма-Аты» как коллектив солистов, где нет традиционного для театра кордебалета и практически каждый артист имеет собственный сольный репертуар. Ансамбль, состоящий из 35 артистов, многократно гастролировал по Европе и Азии, участвовал в фестивалях искусства «Русская зима» (Москва) и «Белые ночи» (Ленинград). В 1971 году коллектив был удостоен звания «Лауреат премии Ленинского комсомола Казахстана», в 1975 году переименован в «Государственный ансамбль классического танца Казахской ССР», в 1998 году получил звание «академический» и в 2003 году стал Государственным академическим театром танца Республики Казахстан. Бессменным руководителем которых являлся Булат Аюханов до марта 2022 года.
Развивая традиции русского, советского балета, Булат Аюханов как художественный руководитель, балетмейстер и педагог создал высокопрофессиональный коллектив, интересный своим творческим многообразием существующих и планируемых постановок. Каждый созданный им балетный спектакль прочно входит в репертуар, на котором растет как старшее, так и младшее поколение артистов балета.  В освоении лучших традиций отечественного балета Булат Аюханов видит дальнейший рост исполнительского мастерства балетной труппы.
Булат Аюханов является автором более 250 балетных постановок, в том числе концертных  номеров. Его произведения увидели мировые сцены России, Германии, Швеции, Англии, Финляндии, Индии, Франции, Италии, Ирака, Иордании, Сирии, и Турции. Он снялся в фильмах «Богатства наших недр» Свердловской киностудии, «Рисунок мелом» М. Айманова, «Репетиция» А. Машанова, «Бойся враг девятого сына» В. Пусурманова, «Сказка о прекрасной Айсулу» В. Чугунова, «Похититель тьмы» В. Чугунова, А. Берковича, «Кайсар» и «Тайны мадам Вонг», «Вдохновение» и «Образ танца» М. Васильева.
Наряду с классическими танцами в виде концертных программ, одноактных и двухактных балетов, Аюханов уделял большое внимание развитию национальной хореографии, как в плане народного танца, так и в своеобычной современной (неоклассической) манере.
Награждения: - Лауреат Ленинского Комсомола; Памятный нагрудной знак в честь 50-летия Казахской Советской Социалистической Республики (август 1970г), Народный артист КазССР (19.01.1973г.); Лауреат Государственной премии Республики Казахстан (1972г.); Государственная премия Казахской ССР имени Курмангазы (25.12.1972), Лауреат Независимого Клуба Меценатов «Платиновый Тарлан» (2000г.); Академик «Международной Академии Информатизации» (МАИ) (12.02.2004г); обладатель золочёной статуэтки «Алтын адам» - «Человек года» (2008г); Почётный гражданин             г. Стамбула (Турция), г. Экибастуза, г. Павлодара; обладатель платиновой медали Международного конкурса-фестиваля «Фомгед» (Турция); Лауреат Международной Сократовской премии за личный вклад в мировую культуру – г.Оксфорд, Великобритания (2010г.); кавалер орденов «Трудового красного знамени» (19.08.1981г.) и «Знак Почёта» (10.09.1971г.), Награждён медалью «Қазақстан Конституциясына 20 жыл», Награждён медалью «Қазақстан Республикасының Тәуелсіздігіне 25 жыл», Орден - «Барыс» 1-степени 5.12.2018г. «Почетный гражданин г.Алматы» (13.09.2019г.).
Скончался 13 декабря 2022 года.

## Постановки
В 1965—2022 годах осуществил более двухсот пятидесяти  балетных постановок, в том числе концертных номеров  на музыку казахстанских композиторов, в том числе на сценах Дворца съездов и Большого театра СССР (в рамках Дней Казахстана в Москве, 1966), в канадском Монреале (в рамках ЭКСПО-67), во Франции (в рамках дней Амре Кашаубаева в Париже), лондонском театре Бернарда Шоу и Кадоган-холле (в рамках фестиваля «Из сердца Средней Азии», 2006).
1959г. Балетмейстерские композиции, показанные на вступительном экзамене в Государственном институте театрального искусства имени  А.В. Луначарского на отделении режиссёров балета.
Руководитель курса  Народный артист Казахской ССР и СССР  Ростислав  Захаров
1.     А. Рубинштейн «Тореадор и Андалузка»
2.     Ф. Лист «Грёзы любви» (Libestraum)
1964г.  Дипломная работа в  ГАТОБ имени Абая. г. Алма-Ата
Первое отделение
Ф. Лист «Грёзы любви» (С.  Кушербаева, А. Джалилов).
«Голуби»  на музыку «Праздничный вальс» Д. Шостаковича.
А. Грибоедов «Вальс».
Я. Сибелиус. «Грустный вальс» (И. Манская, Вит. Васильев).
Н. Римский-Корсаков «Полёт шмеля» (Г. Урманова-Горская).
В. Лобос «Песня Чёрного лебедя» (И. Манская).
А. Глазунов «Снег» (Времена года).
А. Скрябин «Мазурка» (Л. Симагина-Ильницкая).  «Орфей и Эвридика» на музыку 13 ноктюрна Ф. Шопена
(Н. Гудочкина-Каньшина, Э. Мальбеков).
Губайдуллин  «Утро оленя» (Лесная быль) (Б. Аюханов).
«К звёздам!»  на музыку 12 этюда А. Скрябина (Б. Валиев).
Второе отделение
Вас. Великанов.  Адажио из балета «Камбар и Назым».
П. Чайковский.  «День ли царит…» (Ф. Койгельдинова, Б. Валиев).
К. Сен-Санс «Лебедь» (И. Манская).
Амброзио.  «Романс» (И. Манская, Б. Аюханов).
«Утро» на музыку «Вокализ» С. Рахманинова. (С. Тулусанова, А. Джалилов).
П. Чайковский.  Вставное пе-де-де из балета «Лебединое озеро»: Одиллия и Принц;  (И. Гуляева, Б. Ешмухамбетов).
А. Дворжак. «Мелодия». (С. Тулусанова, А. Джалилов).
Л. Минкус. «Па-де-де» из балета «Дон-Кихот» (Ф. Койгельдинова,
Б. Валиев).
К. Сен-Санс.  «Интродукция и рондо-каприччиозо» (Смерть Кармен)
С. Кушербаева, Э. Мальбеков.
М. де Фалья. «Танец огня» (Л. Гусева и ансамбль балета).
С 1964 года
«Кыз-Жибек» на музыку оперы Е. Брусиловского  (Н. Пак, А. Семьянов, Б. Ешмухамбетов, Л. Сейдалина, В. Усманов).
«Болеро» на музыку  М. Равеля (Н. Пак, М. Тлеубаев, В. Усманов, А. Семьянов, Б. Аюханов).
Вс. Булгаровский.  «Казахские сувениры»  (Т. Анюшенко,
А. Семьянов; «Жених и Невеста»).
Бизе-Щедрин. «Кармен-сюита»  (Н. Пивницкая, А. Семьянов, В. Курмашева, Б. Аюханов).
А. Исакова.  «Жарыс».
А. Исакова. «Гамлет»  (Б. Аюханов, Н. Пивницкая, А. Семьянов, Т. Анюшенко, А. Тягунов, И. Ахметшин, Б. Ешмухамбетов).
А. Исакова. «Батыры»  (С. Нурсултанова, Б. Аюханов,
Б. Ешмухамбетов).
Д. Гершвин.  «Рапсодия в стиле блюз» (Т. Анюшенко, Б. Аюханов).
К. Бернстайн. «Вестсайдская  история» (С. Бигабилова, В. Гончаров, М. Тукеев).
Т. Кажгалиев.  «Караван» (А. Семьянов, С. Бигабилова).
Т. Каган. «Стюардесса»  (Н. Чичинина).
Д. Верди. «Дама с камелиями»  (Т. Анюшенко, А. Семьянов).
Ф. Лист. «Мефисто - вальс» (Н. Нурсултанова, Г. Ситаков).
«Трагедия любви» на музыку симфонической поэмы «Ромео и Джульетта» - ( Козы-Корпеш и Баян Сулу).
«Поэма о розах» на музыку Адажиетто Г. Малера (С. Нурсултанова, Р. Мусин).
«Красное и Белое» на музыку Адажиетто Г. Малера (С. Кокшинова, Р. Мусин).
П. Чайковский. «Ромео и Джульетта» (К. Дуйсебаева, Е. Утепов).
«Преступление и наказание» на музыку 4-й симфонии Д. Шостаковича (Г. Михалёва, С. Тихонов, Б. Аюханов).
«Праздник в Севилье» на музыку Ж. Бизе (К. Дукарт, Б. Аюханов).
«Вальпургиева ночь»  (С. Кокшинова, Р. Мусин, Л. Лыгина,
С. Тихонов). Хореография Ю. Ковалёва, постановка (возобновление) Б. Аюханова.
С. Прокофьев. «Скифская сюита» (Н. Чичинина, К. Каражанов, С. Тихонов).
«Электра»  на музыку «Поэма экстаза» А. Скрябина (Г. Гафурова,
Г. Михалёва, Г. Ситаков, А. Ниязбеков, А. Загитова – Эшлиман).
М. Лившиц. «Саломея» (И. Рыбина).
Г. Жубанова. «Журавли над Фудзиямой»  (С. Нурсултанова, Г. Кокамбаева).
А. Алексеев.  «Любительница абсента» (К. Кокшинова, Р. Мусин).
«Эдит Пиаф – душа Франции» на музыку французских композиторов (Г. Михалёва).
М. Глинка. «Восточные танцы» из оперы «Руслан и Людмила»  (С. Тихонов).
В. Лобос. «Бразильская бахиана» (Т. Анюшенко, Р. Мусин).
Л. Минкус. Гран па из балета «Пахита» (Н. Карбоинова, С. Ситаков, Т. Фесенко, Н. Долгушин). Хореография М. Петипа-Н. Долгушина.
М. де Фалья.  «Дитя и волшебство». Хореография А. Семьянова.
С. Прокофьев.  «Драгоценные Камни» из балета «Каменный цветок» (А. Солонская).
«Площадь Барселоны» на музыку Л. Минкуса (Ю. Ларионова,  А. Бурлова).
«Западня» - Хронология на музыку А. Мусреповой (Г. Михалёва, С. Тихонов).
Я. Сибелиус.  «Туонельский лебедь» (Н. Чичинина).
П. Чайковский. «Вариации на тему роккоко» (А. Тургинбаева).
«Легенды Сары-Арка» на музыку казахских композиторов.
«Танцы солнечного Казахстана» на музыку казахских композиторов.
П. Чайковский.  «Первый фортепианный концерт».
С. Рахманинов.  «Второй фортепианный концерт» 1 часть.
С. Рахманинов.   «Вариации на тему Н. Паганини».
С. Рахманинов.  «Симфонические танцы» 1-я часть и финал 3-й части.
Г. Берлиоз.  «Фантастические танцы». Часть 1-я.
М. Глинка.  «Вальс - фантазия».
М. Глинка.   «Увертюра» к опере «Руслан и Людмила».
С. Прокофьев.  «Звёздный вальс» из балета «Золушка».
Ф. Шопен.  «Шопениана». Хореография Б.Аюханова.
«Видение розы» на музыку Г.Малера.
А. Хачатурян.  «Вальс» к драме Ю. Лермонтова «Маскарад».
Л. Хамиди. «Казахский вальс».
Е. Рахмадиев. «Кудаша думан».
Е. Брусиловский «Балбраун» из симфонии «Сары-Арка».
М. Тулебаев. «Праздничный танец» из оперы «Биржан и Сара».
Е. Брусиловский. Танцы в опере «Ер-Таргын».
П. Чайковский. «Танцы в опере «Евгений Онегин».
П. Чайковский. 1-я часть и финал «Скрипичного концерта» для балета «Белые ночи» по мотивам повести Ф. Достоевского.
«Сон балетмейстера» на музыку «Сон» из балета «Дон-Кихот».
Антрэ и кода из балета «Баядерка» Л. Минкуса.
«Утро» на музыку Ф. Шопена («Шопениана»).
«День» на музыку Л. Минкуса «Пахита».
Ф. Шопен. Композиция «День» и «Ночь» (Р. Унгарова, Б. Аюханов).
П. Чайковский. «Лебединое озеро». У озера. Парад невест. Эпилог.
А. Адан. «Жизель и Виллисы». Реконструкция балета 1842 года.
Ф.Лист  «Грёзы любви» (С. Кокшинова, Р. Мусин).
А. Скрябин. «Трагическая поэма» (А. Тургинбаева).
С. Рахманинов. «Весенние воды» (учащиеся алматинского хореографического училища имени А.В. Селезнёва.  Класс
К. Жакиповой).
Д. Шостакович. «1-я часть 7-й симфонии» - «Ленинградцы, дети мои!».
«Серп и Молот» на музыку советских композиторов.
«Соколы революций» на музыку советских и зарубежных композиторов.
«Танцуй, моя Эсмеральда!» на музыку Коччиане.
Ф. Крейслер. «Вальс-каприс»(стрекозки) (3 солистки класса Р. Унгаровой).
«Анна Павлова – Лебедь Русского Балета» на музыку русских и западных композиторов. (Ю. Моисеева).
Н. Закиров. «Слёзы матери Манкурта» по мотивам повести Ч. Айтматова из романа  «И дольше века длится день».
С. Юдаков. «Проделки Насретдина» (ГАТОБ имени А. Навои - Ташкент) (Г. Хамраева, В. Геллертов, Замир Нуримбетов).
Е. Брусиловский. «Алтыбакан» (алматинское хореографическое училище, солисты О. Керимбекова, Б. Ешмухамбетов).
«Вольная птица» на музыку Г. Жубановой. Солист: Б. Аюханов; Р. Бапов.
П. Чайковский. «Вальс цветов» («Щелкунчик»).
Н. Паганини. «Вечное движение».
«Я всегда буду тебя любить» (голос У. Хьюстон).
В. Соловьёв-Седой. «Подмосковные вечера».
А. Петров. «Русский романс» (И. Рыбина).
М. Ержанов. «Куанамын».
Л. Хамиди. «Гульбахшада».
М. Иржанова, А. Исакова.  «Белое облако Чингисхана».
Ф. Лист. «Прелюды» (И. Рыбина).
А. Моцарт. «Турецкий марш».
Андерсон. «Секретарша» (Ю. Моисеева).
«Индийская фреска» на музыку Ж. Бизе (Л. Ахметшина, К. Каражанов).
К. Дебюсси. «Лунный свет» (Т. Анюшенко).
«Калинка - малинка».
Кубинская сюита на музыку латиноамериканских композиторов.
«Два Чарли Чаплина».
Кара-Караев. «Вальс» из балета «Семь красавиц».
Д. Шостакович. «Барышня и хулиган» (Ю. Моисеева, Д. Акенев, Е. Утепов, С. Кокшинова).
Даулеткерей. «Танец домбристов» на музыку «Кос алка».
Н. Атаева. «Неспетая песня» по мотивам поэмы С. Сейфулина «Разлученные лебеди» (Т. Анюшенко, Б. Аюханов, А. Семьянов).
«Таттымбет былкылдак» (З. Кастеева).
«Ак-ку» на музыку А. Жубанова.
«Ак-ку» на музыку Сугур.
Н. Тлендиев. «Беркут и лиса» (Н. Пивницкая, Б. Аюханов).
Н. Тлендиев. «Ак-ку аруа», хореография Г. Бисеновой.
Е. Брусиловский. «Две ласточки» (Ш. Байтуленгутова, Р. Ултанбаева).
С. Мухамеджанов. «Поединок» (из симфонической картины  «Голос веков»- И. Манская, Б. Аюханов).
М. Тулебаев. «Айтыс Биржана и Сара» (сюита из одноимённой оперы) – И. Манская, Б. Аюханов.
Б. Ерзакович. «Сцена у мазара Баян Сулу» (И. Манская, Б. Аюханов).
В. Новиков. «Тюльпан» (В. Курмашева).
Мусоргский. «Баба-яга» из сюиты «Картинки с выставки» (Ж. Байдаралин).
Е. Брусиловский. «Шашу».
«Ак-сиса» в обработке А. Гельфуса.
«Жайдарман».
А. Бестыбаев. «Голос веков».
М. де Фалья. Фаррука из балета «Треуголка» (О. Аксёнова).
А. Хачатурян. «Танец гадитанских дев.»
А. Хачатурян. «Патриций и Гетера» (О. Карпович, Н. Чичинина).
А. Хачатурян. «Лезгинка» из балета «Гаянэ» (О.Аксёнова, Б. Аюханов).
С. Прокофьев. «Вальс Наташи Ростовой» (Н. Карбоинова, А. Тягунов).
И. Штраус. «Персидский марш» (Л. Альпиева, А. Ниязбеков).
М. Равель. «Ундина» (А. Давлетшина, М. Тукеев).
П. Чайковский. «Па-де-сис» из балета «Лебединое озеро».
И. Стравинский. «Петрушка» (ГАТОБ имени Молдыбаева, Бишкек):
(Р. Таирова - Мавбаракшина, Б. Аюханов, А. Рыскулов).
А. Меликов. «Фархат и Ширин» (Измирский театр оперы и балета - Турция).
А. Исакова. «Гак-ку»(клич лебедя).
Н. Римский-Корсаков. «Молодой Принц и Молодая Принцесса» («Шехерезада») (Ю. Моисеева, Е. Утепов, С. Тихонов).
Альбенис. «Испанская рапсодия» (3 пары солистов).
«Танцуем классику» на музыку Л. Минкуса.
А. Искакова. «Юмореска» - Красавица и аксакалы (А. Кенжебекова).
М. Равель. «Болеро для четырех солистов».
Н. Атаева. «Две школьницы».
Н. Атаева. «Русалочка».
П. Чайковский. «Мелодия».
П. Чайковский. «Осенняя песня».
П. Чайковский. «Сувениры» на музыку вариации Феи Драже – Щелкунчик.
С. Прокофьев. Сцена у балкона. Ромео и Джульетта (Н. Пивницкая, А. Семьянов).
А. Жубанов. «Ария»: Б. Аюханов, Н. Карбоинова.
«Чукурлия» Молдавский народный танец – Жаворонок.
Хозе Кабестьяни. «Испанская самбра» (Б. Аюханов).
Л. Бетховен. «Лунная соната» - часть 1-я (Ж. Капесов, Т. Анюшенко).
«Коррида» на музыку Фергюссона (М. Тлеубаев, Б. Аюханов).
«Олень и охотник» на музыку Уильямса. (А. Тургинбаева, Б. Тулебаев).
Ф. Шопен. Концертный этюд № 1.
П. Чайковский. «Экспромт» (музыкальный антракт в балете «Спящая красавица»:  С. Кокшинова, Р. Мусин).
Р. Щедрин. Анна Каренина, князь Вронский, Каренин. (С. Кокшинова, Р. Мусин, С. Тихонов).
«Бамбалео» - латиноамериканский танец. (Г. Габбасова, Г. Габбасова, Б. Аюханов).
"Анна Павлова" - Чайковский,Минкус (Б. Аюханов)
"Кыз Жибек" – А.Исакова (Б. Аюханов)
"Мир, Труд, Весна" - Советские и Казастанские (Б. Аюханов)
Концертная программа, конц.номера: Царевна лебедь, Мечта, Соловьёв-Седой "Гопак", А.Петров "Романс", Дюмон "Мой Бог", Свиридов ,"Мать и солдат" (Б. Аюханов)
Французский балет "Ветрис-вертуоз танцор Короля солнца" К.Вебер,В.Шуберт,Ж.Люли (Б. Аюханов)
"Дама с камелиями" Верди (Б. Аюханов)
"Мефистофель" Ш.Гуно (Б. Аюханов)
Концертная программа, конц.номера: "Вечерний звон" Алябьев, "Казахский вальс" Калдаяков,"Девичий пляс" Глинка,"Художник и лебедь" Сен-Санс,"Краковяк" Глинка (Б. Аюханов)
"Кармен сюита" балет - Бизе Щедрин (Б. Аюханов)
"Любительница Абсента" – Минкус (Б. Аюханов)
"Гамлет" - А.Исаковой (Б. Аюханов)
Радость творчества "Художник и птица"- К.Сен-Санс (Б. Аюханов)
"Скифы "Южная ночь" (Б. Аюханов)
"Евгений Онегин-П.И.Чайковский (Б. Аюханов)
"Половецкие пляски у хана Кончака"-А Бородин (Б. Аюханов)
"Сила любви" (Танец огня) (Б. Аюханов)
П.Чайковский балетная опера "Пиковая дама".
Д.Верди  балетная опера "Аида - сюита".
Ц. Пуни  "Гудула - мать Эсмеральды".

## Фильмография

### Фильмы «Казахфильма»
- 1984 — «Бойся, враг, девятого сына»
- 1986 — «История слабой женщины»
- 1986 — «Тайны мадам Вонг»
- 1986 — «Несибели»
- 1987 — «Сказка о прекрасной Айсулу»
- 1990 — «Повелитель тьмы»

### Документальные фильмы
- «Репетиция» (реж. А. Машанов, 1967)
- «Рисунок мелом» (реж. М. Айманов)
- «Вдохновение» (реж. М. Васильев)

## Признание и награды
- 1972 (25 декабря) — лауреат Государственной премии Казахской ССР имени Курмангазы
- 1973 — народный артист Казахской ССР
- 2000 — лауреат премии Независимого клуба меценатов Казахстана «Платиновый Тарлан».
- 2008 — Золотая премия международного фестиваля танца «Фомгед» (Турция).
- 2010 — международная Сократовская премия в области культуры и искусства (International Socrates Prize)[5].
- 2006 — почётный гражданин Стамбула, Семипалатинска, Экибастуза.
- 2018 — медаль «20 лет Астане»
- 2018 (5 декабря) — Указом Президента РК награждён орденом «Барыс» I степени за выдающийся вклад в развитие отечественной культуры и хореографического искусства, многолетнюю творческую деятельность[6]
- 2019 (13 сентября) — почётный гражданин города Алматы — за большой вклад в развитие сферы культуры и искусства города[7][8].

## Афоризмы Аюханова
- Не связывайтесь с балетом, иначе на остальную жизнь не будет времени.
- Если не умеешь танцевать на сцене, танцуй по радио — никто не сделает замечания.
- Танец — дитя музыки, и умереть они могут только вдвоем.
- Когда полыхает сердце — руки говорят.
- Если в тебе не живёт музыка, это не значит, что её нет.
- Не говорите при жизни артиста о нём в прошедшем времени.
- Важно, чтобы слава не опередила меня, чтобы я не увидел её спину.
- Красивых слов в жизни больше, чем красивых дел и красивых тел.
- В балете стареют не по годам, а по частям.
- Артист доступен миллионам, но миллионы недоступны артисту.
- Не сори обещаниями — замусоришься.
- Не шамкай на сцене, если роль не по зубам.
- Глупость — бессмертный талант.
- Душа не стареет, стареет бездуховность.